# NGC 6196
NGC 6196 is een elliptisch sterrenstelsel in het sterrenbeeld Hercules. Het hemelobject werd op 9 juli 1864 ontdekt door de Duitse astronoom Albert Marth.

## Synoniemen
- IC 4615
- UGC 10482
- MCG 6-36-58
- ZWG 196.88
- PGC 58644